# Ulung Sitepu
Ulung Sitepu (sinh năm 1917 - ? ) là một sĩ quan cấp tướng và chính trị gia người Indonesia, từng là thống đốc Bắc Sumatra từ năm 1963 đến năm 1965. Sau Phong trào 30 tháng 9, ông bị bắt và buộc tội ủng hộ phong trào. Ông bị kết án tử hình nhưng sau đó được giảm án thành tù chung thân.

## Đại biểu Hội nghị Hiệp thương Nhân dân
Sitepu được tấn phong với tư cách là đại biểu của Hội nghị Hiệp thương Nhân dân, đại diện cho các Nhóm Chức, vào ngày 15 tháng 9 năm 1960. Ông giữ chức vụ này cho đến khi được bầu làm Thống đốc Bắc Sumatra.

## Thống đốc Bắc Sumatra
Việc đề cử Sitepu với tư cách Thống đốc Bắc Sumatra được ủng hộ bởi phe Đảng Cộng sản Indonesia ở Bắc Sumatra. Ông nhậm chức Thống đốc ngày 15 tháng 7 năm 1963.
Trong nhiệm kỳ thống đốc, Sitepu hoàn toàn ủng hộ Đại hội thể thao GANEFO, tổ chức tại Jakarta. Ông bắt đầu gây quỹ ở Bắc Sumatra và huy động được 50 triệu rupiah cho cuộc thi đấu. Bên cạnh việc quyên góp về tài chính, ông còn tặng 2400 chai thức uống chanh dây và nhiều tấm vải ulos cho cuộc thi đấu.

### Phản đối
Sitepu đứng trước sự phản đối của một nhóm người biểu tình dưới sự chỉ huy của Yan Paruhum Lubis. Nhóm người biểu tình cáo buộc Sitepu chiếm đoạt nguồn tài chính xây dựng nhà vệ sinh công cộng ở chợ trung tâm Bắc Sumatra. Sitepu ra lệnh bắt giữ Lubis, người này bị giam giữ trong một tuần. Lubis được trả tự do nhờ sự giúp đỡ của Kosen Cokrosentono, một giảng viên quân sự.

## Bắt giữ và phạt tù
Sau Phong trào 30 tháng 9, Sitepu bày tỏ sự ủng hộ của ông đối với phong trào bằng cách chúc mừng nhà lãnh đạo Untung Syamsuri và cam kết trung thành với phong trào. Sau cuộc đàn áp phản đối phong trào, Sitepu bỏ trốn khỏi Medan, thủ phủ Bắc Sumatra vào ngày 8 tháng 9 năm 1965 đến Kabanjahe ở Karo. Ông bị bắt và đưa đến Jakarta vào ngày 4 tháng 11 năm 1965. Ông bị đưa trở lại Medan để xét xử bởi Tòa án Quân sự Đặc mệnh vào tháng 9 năm 1966. Tòa án kết án tử hình đối với Sitepu; năm 1980, ông được Tổng thống Suharto giảm án thành tù chung thân. Sitepu bị tống giam tại Nhà tù Tanjung Gusta ở Medan.

## Nghi ngờ là cộng sản
Các nhà nghiên cứu từ Đại học Bắc Sumatra nghi ngờ về việc kết tội Sitepu là một người cộng sản. Họ chỉ ra rằng không có kết luận liệu Sitepu bị bắt vì ông đã tạo lợi thế chính trị cho các đại biểu của Đảng Cộng sản Indonesia hoặc vì ông được Sukarno tín nhiệm.